# Hjärt- och kärlsjukdomar
Hjärt- och kärlsjukdomar eller kardiovaskulära sjukdomar är ett samlingsbegrepp som rör sådana sjukdomar som drabbar cirkulationsorganen hjärtat eller blodkärl. Exempel på sådana sjukdomar är hjärtinfarkt och stroke som kan orsakas av ateroskleros (åderförkalkning) och tromboembolism (blodproppar). Även om begreppet tekniskt sett kan omfatta alla sjukdomar i hjärt- och kärlsystemet brukar man oftast mena åkommor relaterade till åderförkalkningen.
Hjärt- kärlsjukdomar är den vanligaste dödsorsaken både i Sverige och sett till hela världen och står för ungefär en tredjedel av dödsfallen. Många fall av hjärt- kärlsjukdomar kan förebyggas genom förändring av livsstilsfaktorer. Över 4 miljoner européer avlider i hjärt- kärlsjukdomar årligen.

## Typer
Hjärt- och kärlsjukdomarna kan delas in på olika sätt, exempelvis:
- Kranskärlssjukdomar – sjukdomar som drabbar kranskärlen som försörjer hjärtmuskeln med blod, exempelvis hjärtinfarkt och kärlkramp.
- Cerebrovaskulära sjukdomar – sjukdomar i hjärnans blodkärl, exempelvis stroke och transitorisk ischemisk attack (TIA).
- Perifera kärlsjukdomar – sjukdomar i blodkärl som försörjer armar och ben oftast på grund av ateroskleros, exempelvis fönstertittarsjuka.
- Reumatisk hjärtsjukdom – skada på hjärtmuskeln och hjärtklaffar till följd av reumatisk feber.
- Medfödda hjärtfel.
- Mikrovaskulär dysfunktion
- Djup ventrombos och lungemboli – blodpropp i benets ven som kan släppa och vandra till hjärtat och lungorna.

Fler exempel på hjärt- och kärlsjukdomar: aneurysm, arytmi, kardiomyopati, hjärtsvikt, myokardit, endokardit, hypertoni.

## Prevention
Uppemot 90 procent av alla hjärt-kärlsjukdomar beräknas kunna förebyggas genom perfekt kontroll av modifierbara faktorer som rökstopp, optimal livsstil och adekvat medicinering. 2021 kom denna review av randomiserade kontrollerade studier som inte kunnat visa att träning kunde förebygga hjärtsjukdom. Över 80% av studierna på området är observationsstudier.  Enligt författarna saknas bevis för detta i dagsläget.

### Rökning
Att sluta röka är en av de effektivaste åtgärderna för att minska risken för hjärt- och kärlsjukdom. Användning av tobak är en av de största riskfaktorerna för hjärt- och kärlsjukdomar.

### Kost

#### Fett
Tillskott av omega-3-fettsyror förebygger inte hjärt- och kärlsjukdomar såsom hjärtinfarkt eller stroke.
Livsmedelsverket konstaterar att vilken typ av fett man äter är viktigare än mängden fett. Livsmedelsverket rekommenderar att undvika transfetter och ersätta mättat fett med omättat fett för att minska risken för hjärt- och kärlsjukdomar.

#### Salt
Världshälsoorganisationen (WHO) rekommenderar att minska på saltintaget till under 5 gram salt per dag för att minska risken för hjärt- och kärlsjukdom genom att minskat saltintag sänker blodtrycket. Livsmedelsverket rekommenderar i enlighet med Nordiska näringsrekommendationerna ett genomsnittligt saltintag hos befolkningen på 6 gram per dag för att minska risken för hjärt- och kärlsjukdom och sänka blodtrycket. Enligt WHO finns ett starkt samband mellan saltintag och högt blodtryck, och en direkt men inte lika tydlig koppling mellan saltintag och hjärt- och kärlsjukdomar.
En systematisk översiktsartikel av Cochrane från 2014 fann ingen tydlig hälsovinst med att rekommendera ett lågt saltintag hos personer med normalt eller högt blodtryck. En rapport från 2019 som tagits fram i samarbete av amerikanska och kanadensiska myndigheter visade att då nyare studier tas med i underlaget kvarstår rekommendationen om att begränsa saltintaget till under 6 gram per dag.

## Medvetenhet
Ateroskleros är en process som utvecklas över årtionden och är ofta tyst fram till en akut händelse (hjärtattack) utvecklas senare i livet. Populationsstudier har visat att utvecklingen av ateroskleros sker redan i barndomen. De flesta ungdomar bekymrar sig dock mer för andra hälsorisker som HIV, olyckor och cancer än kardiovaskulär sjukdom.

## Riskfaktorer
De främsta livsstilsfaktorerna som ger ökad risk för hjärt- och kärlsjukdom är tobaksanvändning, fysisk inaktivitet, ohälsosam kost och riskbruk av alkohol. De här riskfaktorerna kan leda till högt blodtryck, högt blodsocker, förhöjda blodfetter, samt övervikt och fetma. Dessa tillstånd är i sin tur riskfaktorer som är direkt korrelerade med hjärt- och kärlsjukdom, såsom hjärtinfarkt, stroke och hjärtsvikt.

### Icke-modifierbara
- Hög ålder
- Manligt kön
- Ärftlighet för hjärt- och kärlsjukdom

### Modifierbara
- Tobaksrökning
- Diabetes (hög blodsockernivå)

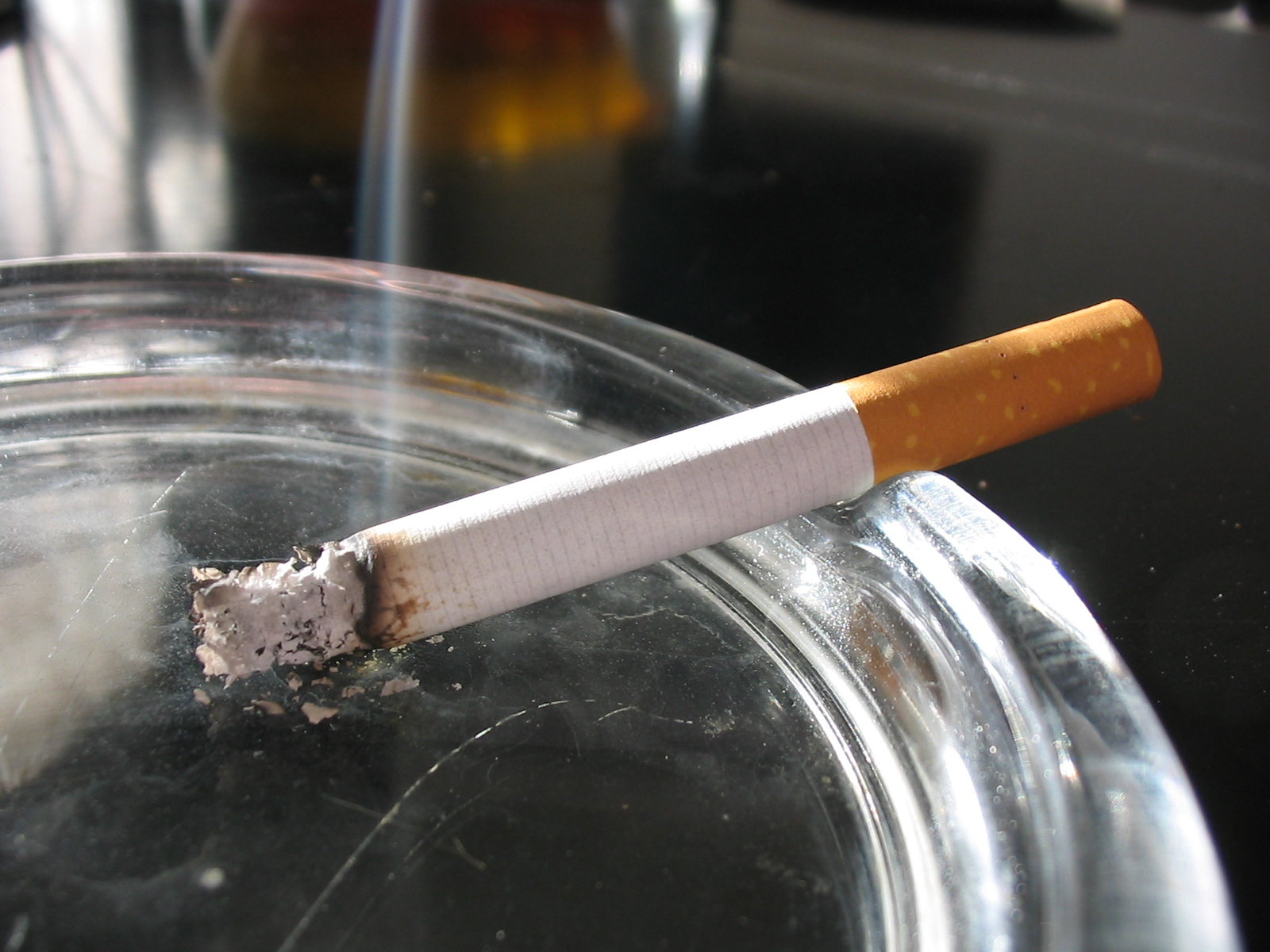
Rökning är en av de viktigast påverkbara riskfaktorerna till hjärt-kärlsjukdomar

- Hyperkolesterolemi (förhöjda blodfetter)
- Övervikt och fetma
- Hypertoni (högt blodtryck)
- Ohälsosam kost
- Sömnbrist
- Fysisk inaktivitet/stillasittande livsstil
- Stress
- Förhöjd hjärtfrekvens
- Exponering för högt buller
- Skakiga relationer
- Depression
- Parodontala sjukdomar
- Graviditetskomplikationer, som preeklampsi, högt blodtryck under graviditeten och graviditetsdiabetes.[14]

### Arbetsmiljöns betydelse
Två systematiska översikter från SBU som undersökt arbetsmiljöns betydelse för hjärt- och kärlsjukdom visar att det finns faktorer i arbetsmiljön som har ett samband med hjärt- och kärlsjukdom.

#### Kemiska ämnen i arbetet
Exponering för vissa kemiska ämnen har påvisade samband till hjärtsjukdom, såsom: kvartsdamm, motoravgaser och svetsning i arbetsmiljön, vilket var vanligt i Sverige i samband med rapporten 2017. Arsenik, bens(a)pyren, bly, dynamit, koldisulfid, kolmonoxid, skärvätskor, samt tobaksrök var också associerade med hjärtsjukdom. Elektrolytisk framställning av aluminium och framställning av papper med sulfatmetoden har också koppling till hjärtsjukdom, samt exponering för tobaksrök i arbetsmiljön. Lung-hjärtsjukdom har påvisad koppling till exponering för kvartsdamm och asbest. Det finns påvisade samband med exponering för bly, koldisulfid och fenoxisyror med TCDD i arbetsmiljön, liksom för arbete med elektrolytisk aluminiumframställning och fall av stroke. Högt blodtryck har påvisade samband till exponering för asbest och bly.

#### Icke-kemisk exponering i arbetet
Granskningen pekar på samband som har betydelse för hjärtsjukdom, stroke respektive högt blodtryck. En rad exponeringar har undersökts, till exempel organisatoriska och psykosociala faktorer, fysisk ansträngning, buller, strålning och vibrationer. Vad som har betydelse i arbetsmiljön varierar något mellan de olika sjukdomarna. För hjärtsjukdom finns det till exempel samband med en upplevelse av att arbetssituationen innebär små möjligheter att påverka i kombination med alltför höga krav. En upplevelse av lågt stöd i arbetet och buller i arbetet har också betydelse. För stroke finns till exempel samband med en upplevelse av låg kontroll över sitt arbete, skiftarbete och exponering för joniserande strålning.
Kvinnor och män som utsätts för samma typ av exponering i arbetet utvecklar samma relativa ökning av hjärt-kärlsjukdom. Under de yrkesverksamma åren är risken för män att drabbas eller avlida av akut hjärtinfarkt eller stroke dubbelt så hög som för kvinnor. SBU-rapporten går igenom de senaste 30 årens forskning fram till 2016. SBU visar att det idag finns mycket kunskap som baseras på god forskning och som kan användas för att förebygga hjärt- och kärlsjukdom kopplat till arbetet.

## Behandling
En effektiv behandling inkluderar livsstilsförändringar.
Medicinering som blodtryckssänkande läkemedel, acetylsalicylsyra, och kolesterolsänkande läkemedel kan vara till nytta. Kirurgi och angioplastik kan behövas vissa fall för att öppna, laga eller byta ut skadade blodkärl.

## Epidemiologi
Hjärt- och kärlsjukdomar är den vanligaste dödsorsaken sett till Sverige och till hela världen. År 2018 stod hjärt- och kärlsjukdomar för en tredjedel av alla dödsfall i Sverige (33 procent). Av samtliga 57 miljoner dödsfall i hela världen år 2016, stod hjärt- och kärlsjukdomar för 18 miljoner dödsfall (31 procent). Av hjärt- och kärlsjukdomarna är hjärtinfarkt och stroke de två vanligaste dödsorsakerna. Tillsammans står de för 85 procent av dödsfallen i hjärt- och kärlsjukdom.